# جوروند (قيلاب)
جوروند (بالفارسية: جوروند) هي قرية تقع في قسم قيلاب الريفي، بمقاطعة أنديمشك التابعة لمحافظة خوزستان، إيران. يقدر عدد سكانها بـ 622 نسمة حسب الإحصاء السكاني الذي تمّ في عام 2006.